# Ђовани Паоло Панини
Ђовани Паоло Панини или Панини (итал. Giovanni Paolo Pannini; Пјаченца, 17. јун 1691 — Рим, 21. октобар 1765) је био италијански сликар и архитекта, првенствено познат као један од ведутиста (итал. veduta, поглед).

## Галерија
- Базилика Светог Петра, поглед са улаза
- Галерија слика са призорима античког Рима (1758)
- Галерија слика са призорима модерног Рима (1759)